# El Hadji Sy

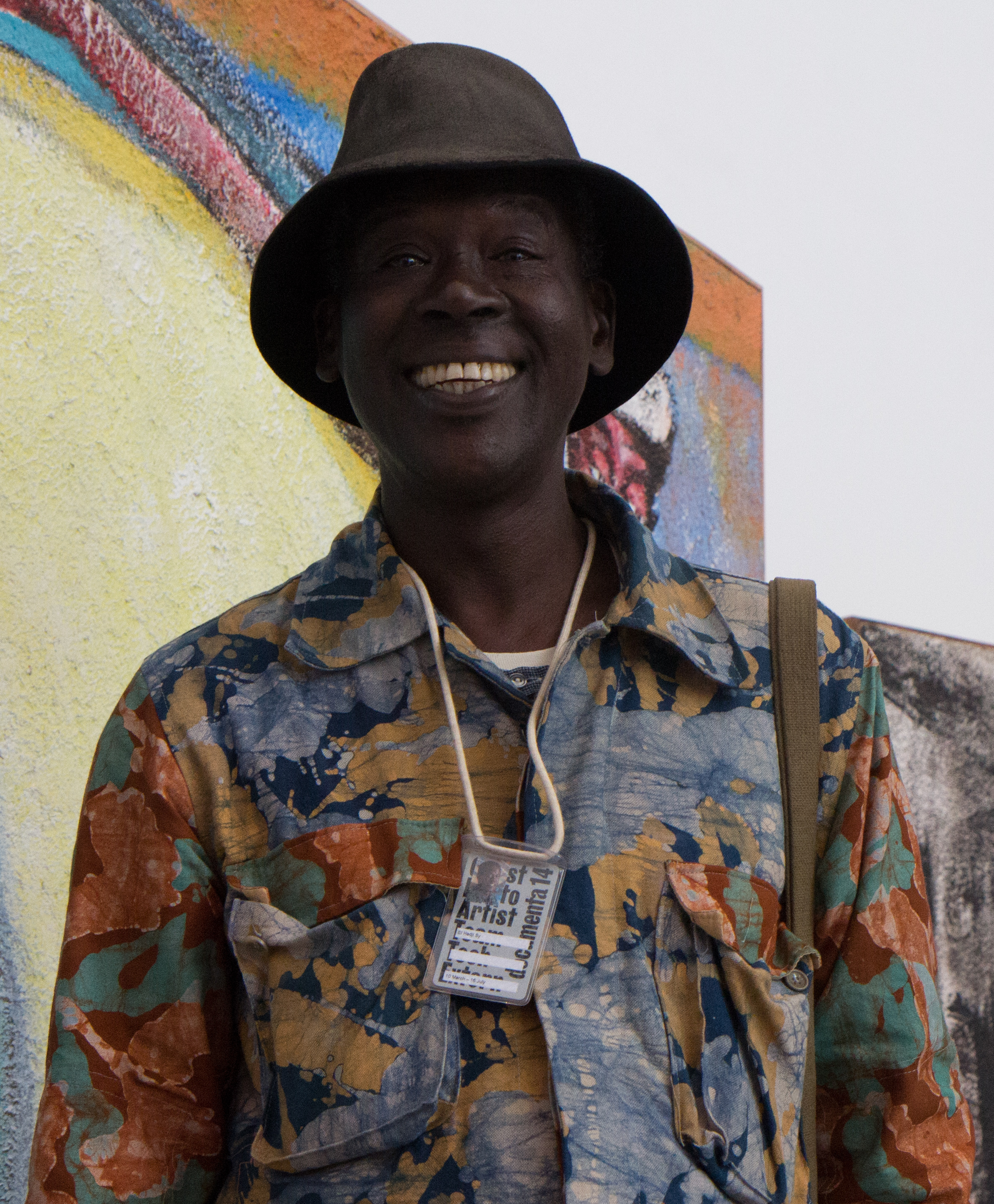
El Hadj Sy bei der documenta 14 in Kassel

El Hadji Sy, El Hadj Sy, auch El Hadj Moussa Babacar Sy (* 9. September 1954 in Dakar) ist ein senegalesischer Aktivist, Maler, Konzeptkünstler, Kunsttheoretiker und Kurator.

## Leben
Sy studierte an der École nationale des Beaux-Arts in Dakar. Er gehört zur zweiten Generation der senegalesischen Künstler, die die École de Dakar bilden. Diese Schule entstand während der Unabhängigkeitsbestrebungen der frankophonen Länder Afrikas 1960. In Konfrontation mit dem kulturellen Regime von Léopold Sédar Senghor malte er 10 Jahre lang, bis in die 1970er Jahre, mit seinen Füßen. Mit dem Filmemacher Djibril Diop Mambéty, dem Dramatiker Youssoufa Dione und anderen gründete er 1974 die Gruppe Laboratoire Agit-Art und das Village des Arts de Dakar. Sy räumte der Darstellung des menschlichen Körpers in der Malerei wieder einen Platz in der senegalesischen Kunst ein. Er gründete in dieser Zeit die Kunstkollektive Laboratoire Agit` Art, Teng und Huit Facettes und besetzte Häuser von französischen Kolonialisten und chinesischen Kommunisten. Seit der Mitte der 1980er Jahre verwendet er Reissäcke aus Jute als Malgrund für seine schwarzen Teerfarben und trägt zudem Kerzenwachs auf. Seine Collagen sind großformatig und werden oftmals in den Raum gehängt.
Zusammen mit dem deutschen, im Senegal forschenden Erziehungswissenschaftler, Friedrich Axt verfasste Sy die erste Anthologie zur zeitgenössische Skulptur im Senegal. 1989 stellte Sy erstmals im Museum für Völkerkunde in Frankfurt am Main in Deutschland aus.
El Hadji Sy lebt in Dakar.

## Werk
Seine künstlerische Position ist von jeder isolationischen Genealogie frei. Die Wahrnehmung seiner Werke ist eine Herausforderung im Kontext zu ethnografischen Sammlungen aus dem Senegal. Sy bezeichnet die senegalesischen Artefakte als Fallstricke des Gewissens und spricht offen dem Schrecken, der von diesen ethnologischen Sammlungen ausgeht. Notwendig ist für Sy eine semantische Aufarbeitung. Der künstlerische Agnostiker bricht die anthologischen Grenzen senegalesischer Gegenwartskunst und Volkskunst auf, stellt die Haltung des Betrachters infrage und ringt zwischen Engagement in der senegalesischen Gemeinschaft und einsamer Selbstbescheidung. Sy wirft die Frage auf, wie man die Produktion des Geistes sozialisieren kann. In seinen neueren Arbeiten setzt sich Sy mit den drängenden Fragen im postkolonialen Senegal auseinander.
An der documenta 14 2017 in Kassel nahm er mit dem aus Malerei und Multimediainstallation bestehenden Beitrag  Disso-Concertation von 2016 in der documenta-Halle teil.

## Arbeiten
- 1995: BagsI und Bags II
- 2002: Le maire ou La danseuse
- 2004: La tradition des écritures
- 2006: Le martyre

## Ausstellungen
- 1981: Paul Waggoner, Chicago
- 2015: El Hadji Sy: Painting, Performance, Politics. Weltkulturen Museum, Frankfurt am Main[1]
- 2017: Disso - Concertation, Installation auf der documenta 14, Kassel, documenta-Halle[2]

## Kunsthistorische Werke
- Friedrich Axt und El Hadj Sy: Anthologie des arts plastiques contemporains au Sénégal de/en/fr. Museum für Völkerkunde, Frankfurt am Main 1989, ISBN 3-88270-370-9.
- Bassam Chaïto und Serge Villain: Trajectoires: art contemporain du Sénégal. Collection Bassam Chaïtou. Musée de l'Ifan de Dakar, Dakar, Senegal 2007.